# 张藜
张藜（1932年—2016年），笔名桦成林、钟子玉，男，辽宁大连人，中国歌词作家，一级编导，曾任中国音乐文学学会副主席。